# Katholische Kirche Arosa

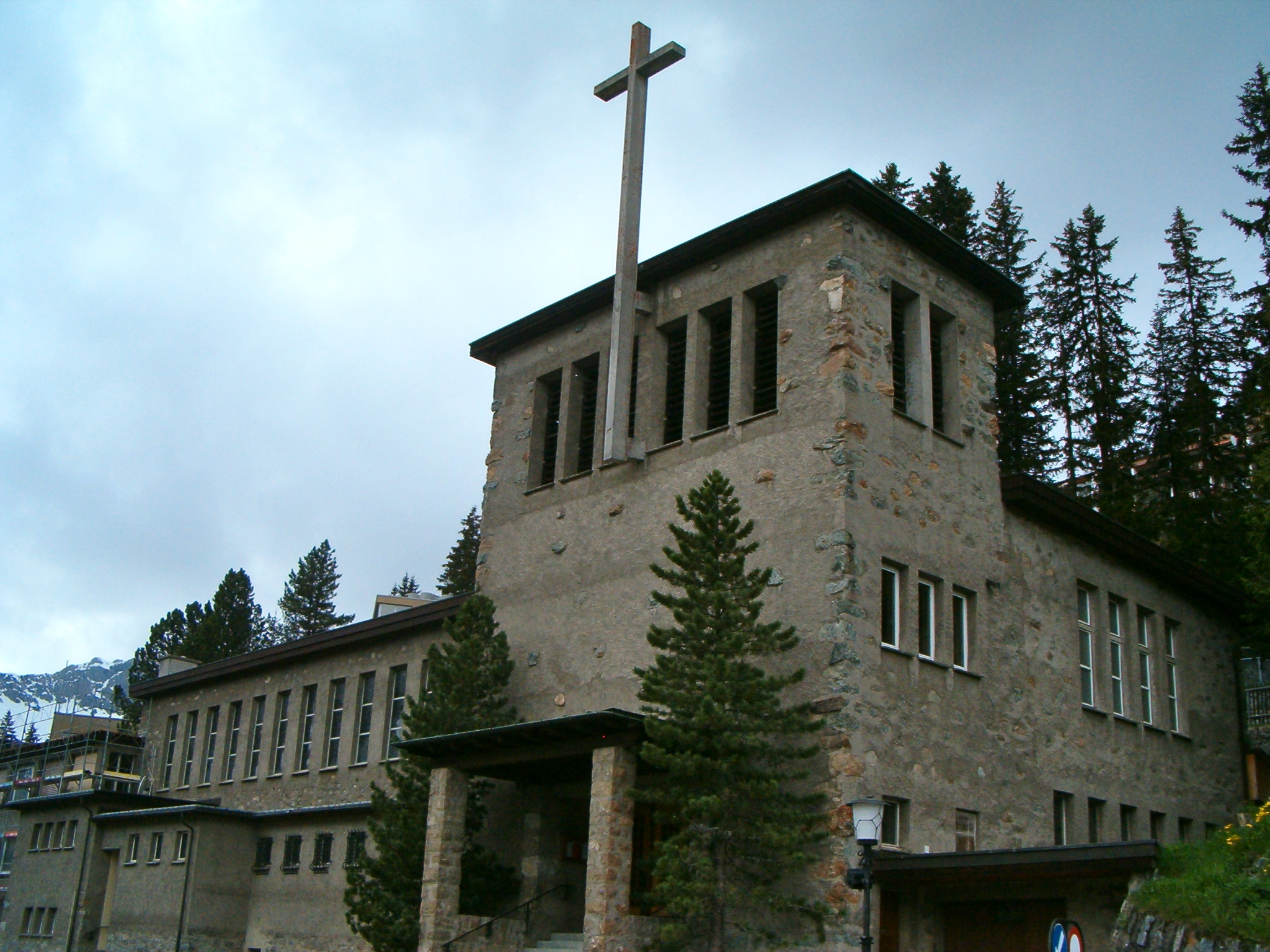
Katholische Kirche Arosa

Die Katholische Kirche Maria Himmelfahrt in Arosa ist ein römisch-katholisches Gotteshaus im Schweizer Kanton Graubünden. Sie steht seit 1936 oberhalb der Dorfkirche Arosa an der Hohen Promenade, Ecke Sonnenbergstrasse/Hohenfelsstrasse.

## Geschichte

### Die Entwicklung der katholischen Kirchgemeinde in Arosa

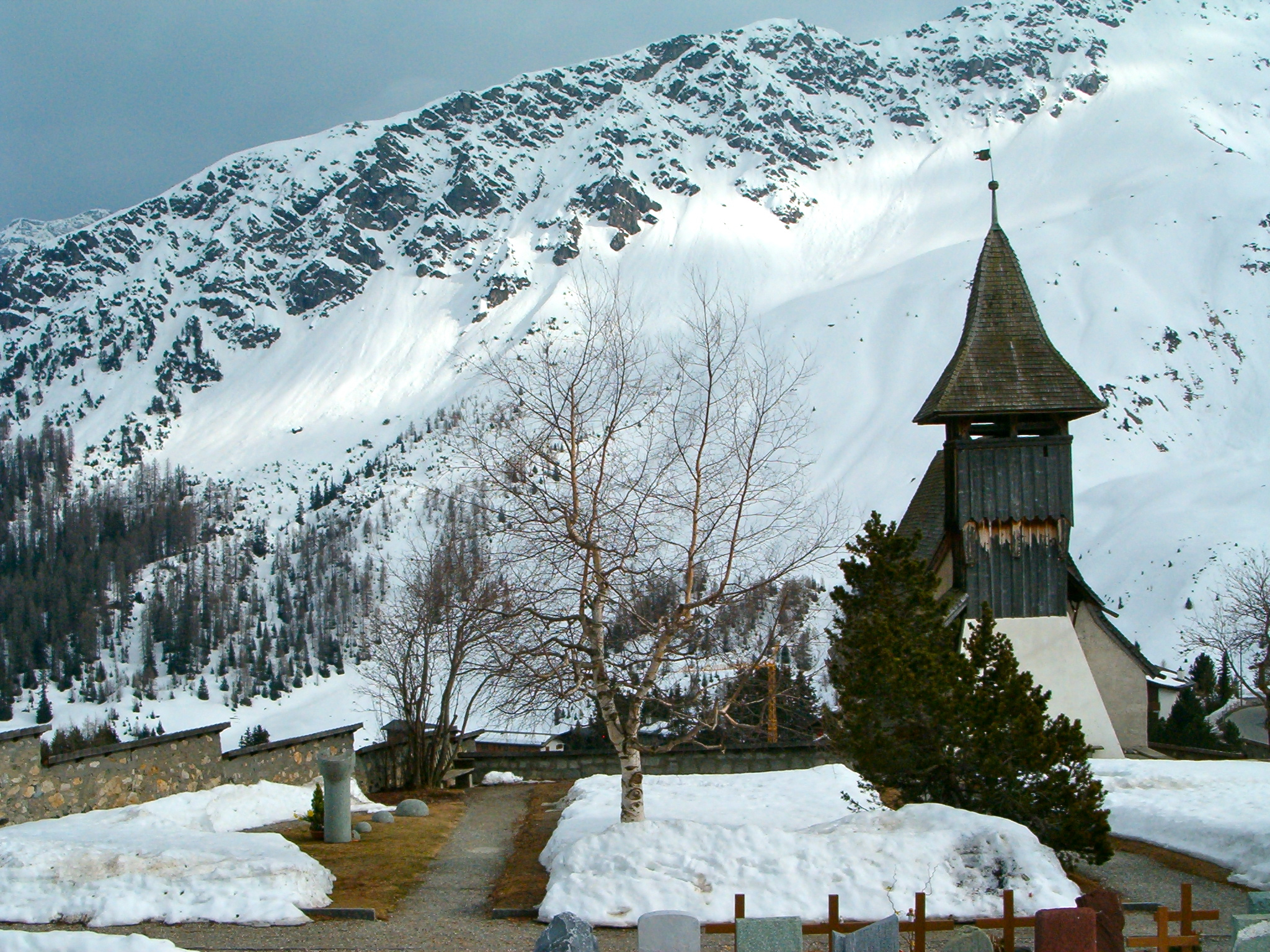
Das Bergkirchli

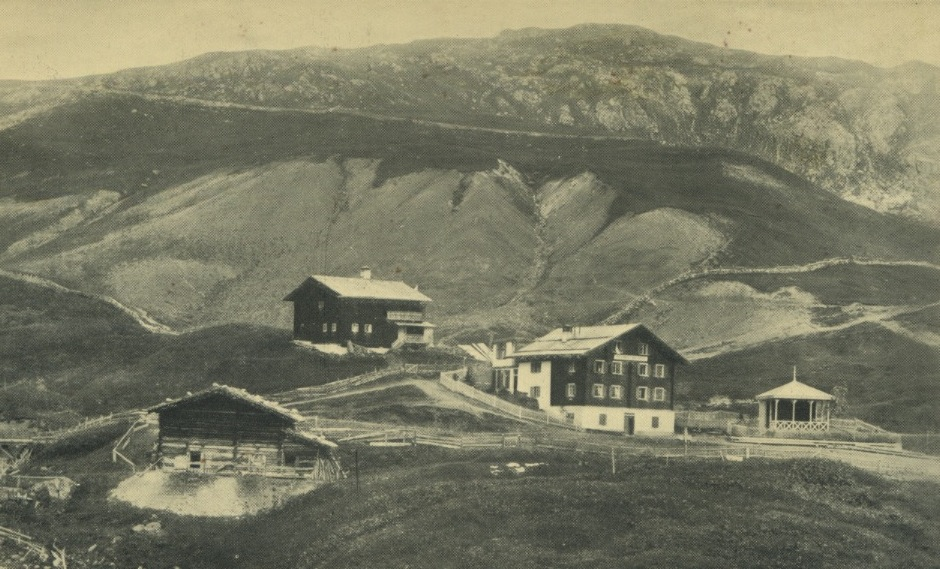
Das Leineggaschulhaus (Mitte) am Tschuggen-Südhang (ca. 1890)

Bis zum Einzug der Reformation im hintersten Schanfigg 1528 war das 1493 erbaute Bergkirchli auch das katholische Gotteshaus von Arosa. Nachdem die Aroser wie die anderen Schanfigger Gemeinden – mit Ausnahme von Maladers – komplett zum neuen Glauben übergetreten waren, existierte im kleinen Bergbauerndorf bis zum einsetzenden Tourismus um 1880 de facto keine katholische Kirchgemeinde mehr. 1889/90 besuchten die wenigen, inzwischen zugezogenen Katholiken den Gottesdienst in Chur. Den entsprechenden Weg legten sie meist zu Fuss zurück. Ab 1890 liessen sich in zunehmender Anzahl Katholiken in Arosa nieder, die bald das Bedürfnis nach einer eigenen Kirche verspürten. Im Oktober 1893 beerdigte Kanzler Georg Schmid von Grüneck aus Chur erstmals einen Katholiken – einen Kurgast – auf dem Friedhof beim Bergkirchli. Der bayerische Totengräber Gebhard Messmer – selbst ein Katholik und seines Zeichens Grossvater der späteren Aroser Eishockeylegenden Ueli und Gebi Poltera sowie Hansmartin Trepp – bat nach dem Begräbnis den Geistlichen, seine acht Tage alte Tochter Rosa (Trepp-Messmer) zu taufen. Das bischöfliche Ordinariat beauftragte hierauf den Pfarrer von Davos, HH. Karl Brenklé, mit der Abklärung des Bedürfnisses und der Möglichkeit einer Einführung des katholischen Gottesdienstes in Arosa. Dessen Anfrage von 1894 wurde vom Kurverein Arosa (heute: Arosa Tourismus) negativ beantwortet, da ein solcher zu teuer erschien und keine geeignete Lokalität vorhanden war. Auch die politische Gemeinde Arosa wies das Gesuch als verfrüht ab. Einen Antrag der Katholiken von 1896, ihnen den neuen Schulhaussaal zum Gottesdienst zu überlassen, wurde dahingehend genehmigt, dass man die Schulstube des alten Leineggaschulhauses in Innerarosa zu diesem Zweck zur Verfügung stellte. Dort wurde noch im gleichen Jahr die erste heilige Messe in Arosa seit 368 Jahren gefeiert.

### Pläne zum Bau einer eigenen Kirche
Der zuständige Geistliche beschwerte sich schon bald, es sei im Schulhaus zu wenig Platz vorhanden. Auch konnte die Gemeinde eine gewünschte Galerie aus Kostengründen nicht realisieren. So bildete sich schon 1898 ein Kirchenbau-Komitee, das die Sympathien des Gemeindevorstandes genoss und dem man eine Geldsammlung unter den Einwohnern bewilligte. Als Übergangslösung wurde den Katholiken dann doch ein Raum im neuen Hubelschulhaus zur Verfügung gestellt. Ab 1904 diente vorübergehend ein Zimmer im Parterre des Hauses Waldrand (heute: Koller Mode) und der Gemeindesaal als Gotteshaus. Da dieser jedoch auch den Protestanten zur Verfügung stehen musste, war der katholische Gottesdienst jeweils vor 09.30 Uhr abzuhalten. Der Kurverein befürwortete und unterstützte den katholischen Gottesdienst, da es ihm für die Entwicklung des Kurortes nötig schien, dass neben den englischen Gästen – die zur gleichen Zeit daran waren, eine Englische Kirche zu bauen – auch die katholischen Besucher Gelegenheit zur Erfüllung ihrer kirchlichen Pflichten fanden. Der Kurverein bezahlte deshalb lange Jahre eine Subvention an den katholischen Kultusverein. 1904 betrug die Summe Fr. 500.–, die durch Sammlung unter den Mitgliedern aufgebracht werden sollte, doch stieg sie bald auf Fr. 1'200.– und der Kurverein musste einen wesentlichen Teil aus seiner Kasse bezahlen.

### Finanzierung und Bau der ersten Kirche am Hubelsee

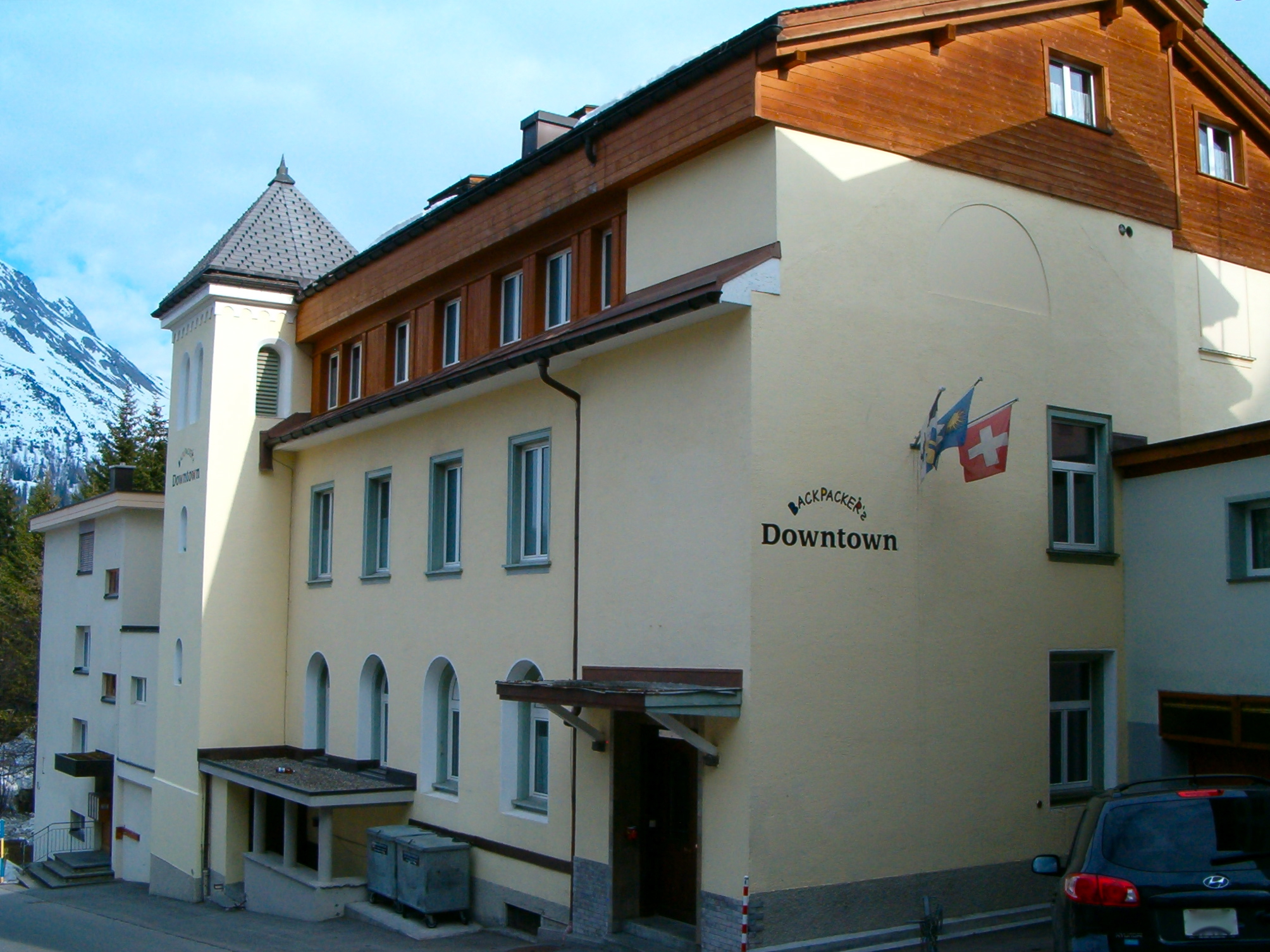
Die Kirche von 1907, heute Downtown Backpacker's

Im Mai 1906 wurde das Baugesuch für ein „Bethaus“ ausgeschrieben und das Bischöfliche Ordinariat teilte die Absicht des Baus einer Kapelle mit, stellte dazu jedoch ein paar Bedingungen. Mitten in den Bauvorbereitungen entstand ein kleiner Zwist zwischen Kur- und Kultusverein, da das Sammelergebnis nur gering war – die Kirchgemeinde konnte lediglich rund 200 Lose zu Fr. 3.– verkaufen – und der Kurverein den grössten Teil der Summe aus seiner Kasse bezahlen musste. Das Bischöfliche Ordinariat beklagte sich im Juli des gleichen Jahres, dass dem katholischen Geistlichen die Auszahlung des Monatsgehaltes von Fr. 100.– verweigert würde; wenn nicht schriftliche Erklärung erfolge, dass der Kurverein während 10 Jahren je Fr. 1'200.– bezahle, werde der Pfarrer abberufen und der katholische Gottesdienst für immer eingestellt. Die Sammlung von Fr. 700.– privater Beiträge wurde dann einem besonderen Komitee übertragen, das mit gutem Erfolg arbeitete. Der Kurverein bezahlte seine Beiträge schliesslich bis 1914. Im Juli 1907 konnte die erste Katholische Kirche, die ausser dem Betraum auch die Wohnung des Pfarrers enthielt, beim damaligen Hubelsee unterhalb des Süsswinkel an der Seewaldstrasse geweiht werden. Erbaut wurde sie durch den Architekten Bürer aus Bad Ragaz/Arosa, Bauherr war das Bischöfliche Ordinariat in Chur, als Baumeister zeichnete der einheimische Carlo Marazzi verantwortlich. Den Bauplatz samt darauf befindlichem Stall hatte das Bischöfliche Ordinariat, vertreten durch den Dompfarrer H. Loretz, schon 1900 vom Besitzer der Liegenschaft Vicotria erworben. 1908 entschied der Churer Bischof Johannes Fidelis Battaglia, das Eigentum an der Kirche an den Diözesankultusverein Chur abzutreten. 1926 wurde die Kirche um ein Vereinslokal erweitert. Nach dem Bau der neuen Kirche sollte das Gotteshaus 1938 zunächst einem Fuhrhalter als Pferdestall dienen. Dieses umstrittene Vorhaben wurde jedoch nicht realisiert. Stattdessen wurde das Gebäude 1946 für Fr. 90'000.– an die Gemeinde Arosa verkauft und für weitere Fr. 70'000.– zu einer Jugendherberge (SJH) umgebaut. Als solche dient es nach einigen An- und Umbauten im Wesentlichen auch heute noch, wenn auch seit einigen Jahren unter dem Namen Downtown Backpacker’s.

### Bau der neuen Kirche von 1936
Die katholische Bevölkerung in Arosa nahm auch nach 1910 stark zu. So entstanden bereits in den 1920er Jahren Pläne zum Bau einer neuen, wesentlich grösseren Kirche. 1925 erwarb der Aroser Beat Stoffel, Besitzer des Kulm Hotel und der Stoffelhütte, vom Institut Menzingen/Zug einen 2'181 m² grossen Bauplatz beim Scheitabodawald an der Hohen Promenade. Dabei handelte es sich zum grössten Teil um einen Steinbruch. Stoffel schenkte diese Parzelle 1930 der katholischen Kirchgemeinde Arosa, die ihrerseits 1934 das Grundstück im Umfang von 2'128 m² dem Diözesankultusverein Disentis zu Eigentum abtrat. 

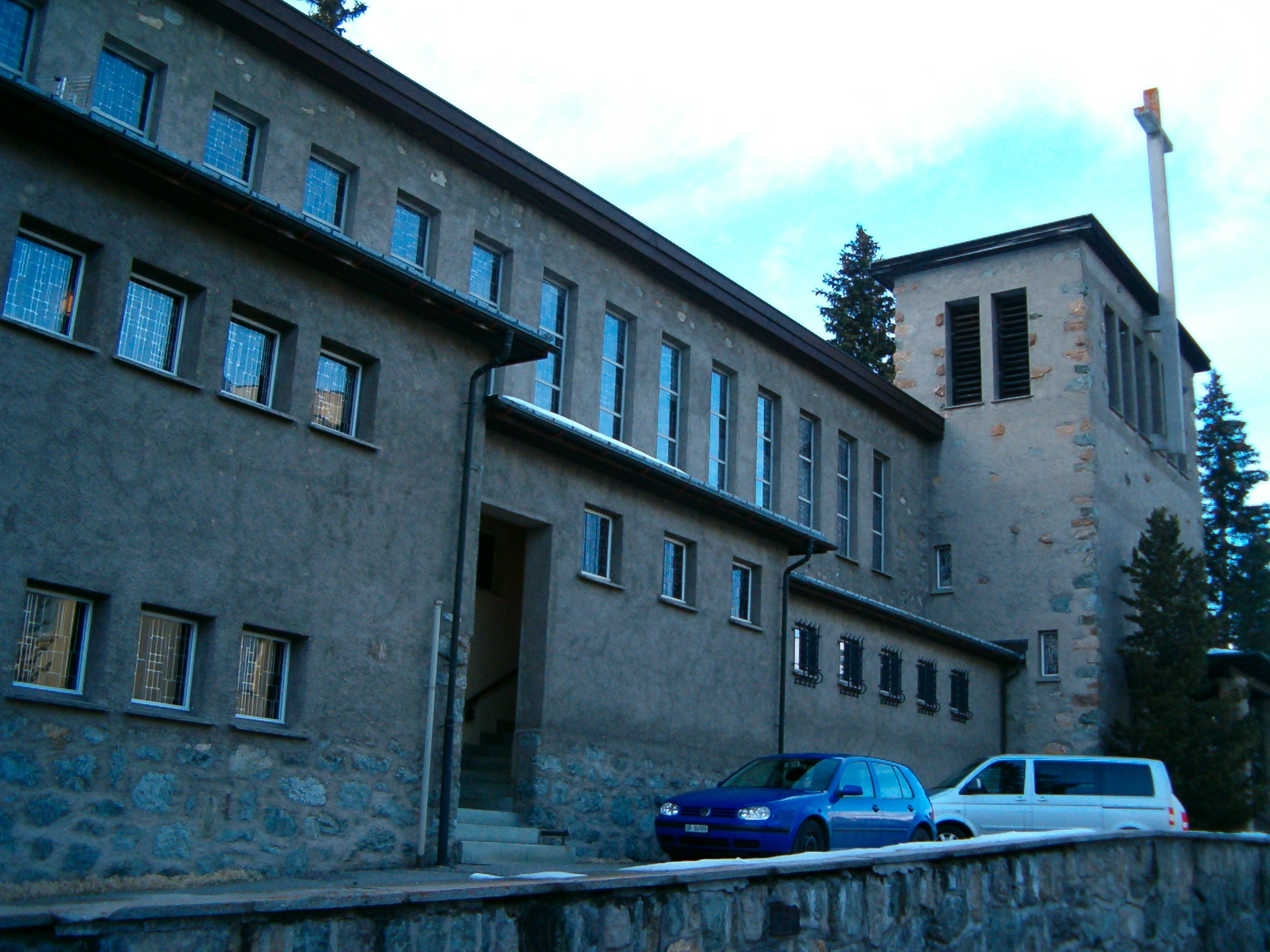
Kirche Maria Himmelfahrt

 Im August des Folgejahres erfolgte die Grundsteinlegung für die neue Kirche. In der Urkunde, die im Grundstein deponiert wurde, hiess es unter anderem:

„… Im Jahre des Heils 1935 am 18. August, im 14 Jahre der glorreichen Regierung unseres heiligen Vaters Papst Pius XI, als seine Excellenz Dr. Laurentius Mathias Vincenz Bischof von Chur, Seine Hochwürden Herr Adolf Zanetti, Pfarrer von Arosa, Bundesrat Minger, Präsident der Schweizerischen Eidgenossenschaft, Herr Dr. Albert Lardelli, Regierungspräsident des Kantons Graubünden, Herr Peter Brunold, Arosa, Landammann des Kreises Schanfigg, Oberstleutnant Albert Schmid, Gemeindepräsident von Arosa war, wurde hier die Weihe des Grundsteines zu der neuen katholischen Kirche, die der allerseligsten Jungfrau und Gottesmutter Maria unter dem Titel ‚Maria Himmelfahrt‘ geweiht wird, in feierlicher Weise durch seine Excellenz den hochwürdigen Bischof Dr. Laurentius Mathias vorgenommen und diese Urkunde in denselben eingeschlossen. Als Nebenpatrone sollen gelten die Patrone des alten Aroser Kirchli, die heilige Barbara und der heilige Jodokus. …“

Am 29. November 1936 wurde die neue katholische Kirche durch den Churer Bischof Laurentius Mathias Vincenz eingeweiht. Der Bau hatte Fr. 372'127.40 gekostet, Fr. 10'872.40 weniger als veranschlagt. Die Kirche wurde nach den Plänen des Churer Architekten Walter Sulser von Bauleiter Georg Brunold, Arosa, errichtet. Architektonisch stellt sie einen Mittelweg zwischen Heimatstil und modernem Bauen dar. Die Erd- und Maurerarbeiten wurden von der Aroser Firma Marazzi ausgeführt. 
1958 wurden fünf neue Kupfer-Zinn-Glocken der Gießerei H. Rüetschi aus Aarau im Gesamtgewicht von rund sechs Tonnen von der Aroser Schuljugend aufgezogen: Mit den Tönen H, D, fis, a und h waren die Marienglocke, die Josephsglocke, die Bruder-Klaus-Glocke, die Barbaraglocke und die Schutzengel-Glocke auf das Geläute der Dorfkirche abgestimmt. Das ursprüngliche Glöcklein, das während 20 Jahren den Dienst getan hatte, wurde zur weiteren Nutzung einem Missionskirchlein in Afrika vermacht.
1964 baute man eine Garage an und 1975 erfolgte der Umbau des Obergeschosses des Pfarrhauses.

## Architektur der Kirche Maria Himmelfahrt

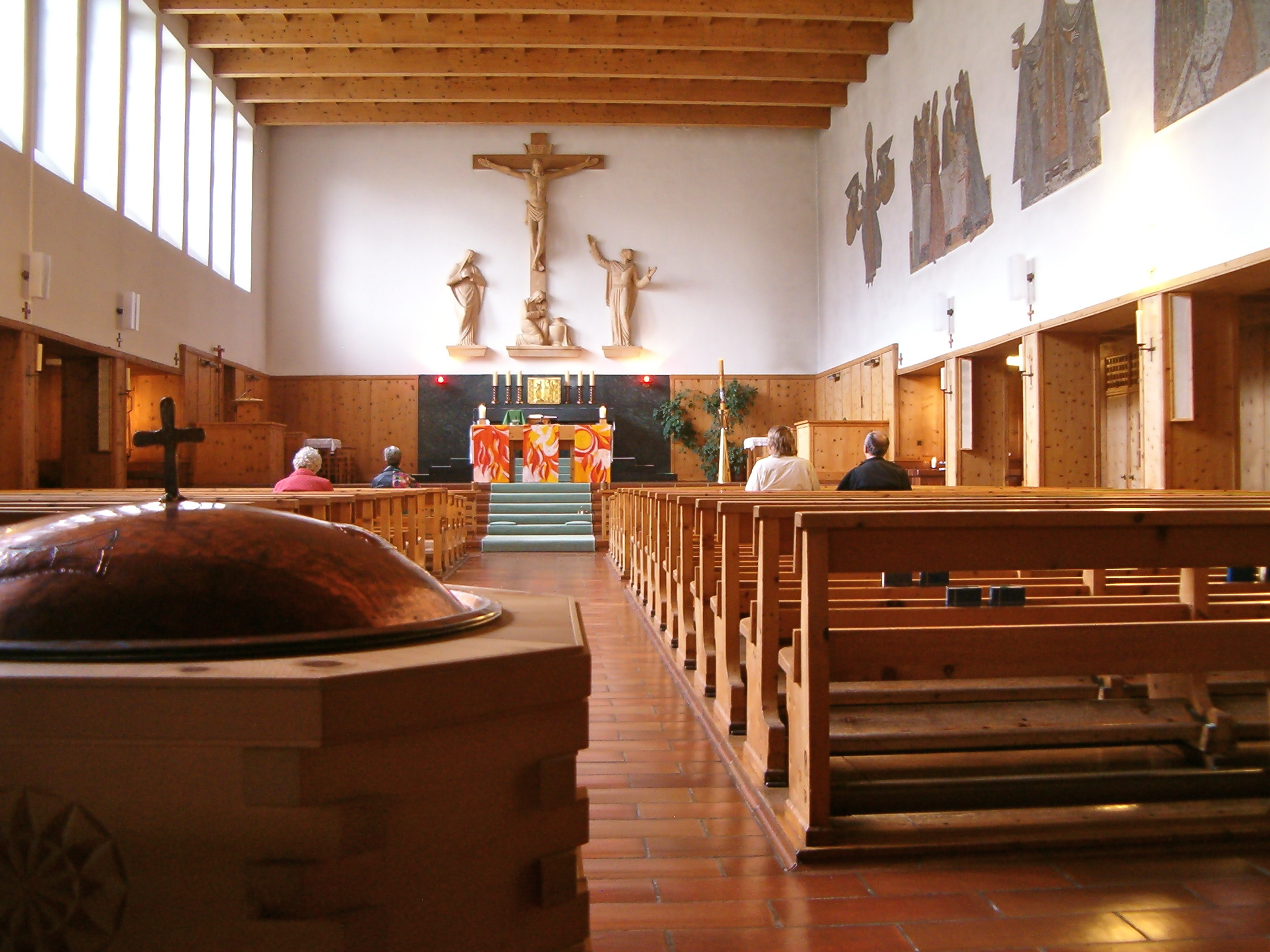
Innenansicht

Der Aroser Architekt Alfons Rocco legte 1924 ein Projekt für einen Kirchenneubau vor. Dieses wurde jedoch nicht weiterverfolgt, sodass es 1930 auf der Grundlage eines klaren Bauprogrammes zu einer Wettbewerbsausschreibung kam. Der Wettbewerb wurde 1931 entschieden; gewonnen wurde er vom Aroser Architekturbüro Gebrüder Brunold mit seinem Projekt „Dominante“. Zur Ausführung gelangte schliesslich das lediglich drittplatzierte Projekt „Surrexit“ der Gebrüder Sulser aus Chur. Inwieweit die Konfession der Wettbewerber bei diesem Entscheid eine Rolle spielte, ist heute unklar.
Der Bau wurde auf stark abfallendem Gelände an der Hohen Promenade errichtet. Er entwickelt sich entlang der topografisch vorgegebenen Höhenkurve. Das Gebäude ist charakterisiert durch eine strenge, kubische Gliederung und flache Eindeckung; ein Bau aus teilweise verputztem Bruchsteinmauerwerk mit mächtigem Eingangsturm, versehen mit markantem, weit über die Dachsilhouette emporsteigendem Kreuz von zehn Metern Höhe aus Sichtbeton. Die hochrechteckigen, teils schlitzartigen Fenster fassen den eigentlichen Sakralbereich mit Chor, Schiff und Turm zu einer Einheit zusammen. Demgegenüber wirkt das angebaute Pfarrhaus – mit Pfarr- und Vikarwohnung in den Obergeschossen – mit seinen liegenden, rechteckigen Fenstern stärker der architektonischen Moderne der Jahre um 1930 verpflichtet.
Der Entscheid der Kirchgemeinde, die mächtige Kirchendecke in Hetzerkonstruktion – Holzleimbauweise, die die Empore, das Kirchenschiff und den Chor überspannt – anstelle von Lärche mit Arvenholz zu verkleiden, führte zum Entscheid, sämtliche Holzteile der Ausstattung in Arvenholz auszuführen. Auch Hocker und Tische sind aus Arve, der Boden ist mit rötlich-braunen, warmtonigen Keramikplatten ausgelegt. Imposant ist der formal klassisch aufgefasste Hauptaltar im Chor mit Altartisch, beide hergestellt aus Poschiaviner Serpentin.
Eine Kreuzigungsgruppe von Alfons Magg, die aus einem kleinen Wettbewerb unter verschiedenen Künstlern hervorgegangen war, wurde 1941 über dem Hochaltar gestaltet. 1953 schliesslich fertigte der Kunstmaler Hans Baumhauer aus Freiburg im Breisgau, der bereits die kleinen Fenster malerisch gestaltet hatte, die fünf Mosaiken mit Darstellungen aus dem Leben Mariä, an der fensterlosen, hangseitigen Wand aus unzähligen, selbst gesammelten farbigen Steinchen.
Im hinteren Teil der Kirche befindet sich die Empore, unter der die so genannte Werktags- und Winterkirche eingerichtet ist, ein Gottesdienstraum für Gottesdienste, mit eher weniger Besuchern. Auf der Empore ist die Orgel errichtet, die 1946 von der Orgelbau Späth aus Rapperswil gebaut wurde. Sie verfügte über zunächst 24 Register auf zwei Manualen und Pedal. 1980 nahm die Erbauerfirma eine Revision und Reinigung vor. 2002 kam es zu einer größeren Sanierung mit Umbau, bei dem das Instrument von Späth auf 34 Register erweitert wurde. Seit 2025 wird die Orgel von der Manufaktur Erni Orgelbau aus Stans betreut.
Die interessante Gesamtgestaltung der Kirche führte dazu, dass der Bau wiederholt das Interesse auf sich zog und verschiedentlich publiziert wurde.